# Тупи-гуарани

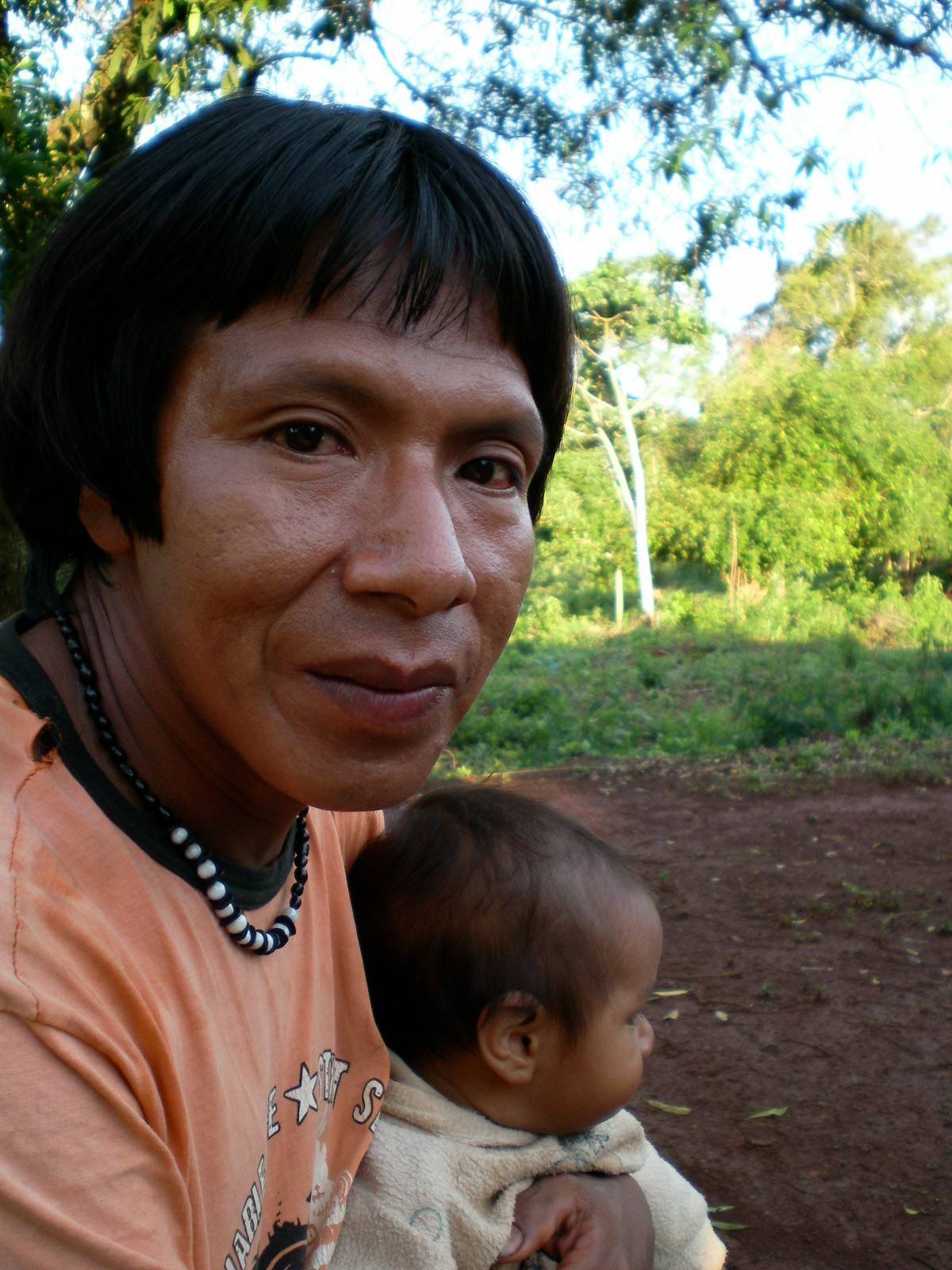
Гуарани

Тупи́-гуарани́ — группа индейских народов в Южной Америке, говорящих на языках тупи-гуарани. Общая численность — 150 тыс. чел. Религия — протестантизм и мессианские культы.

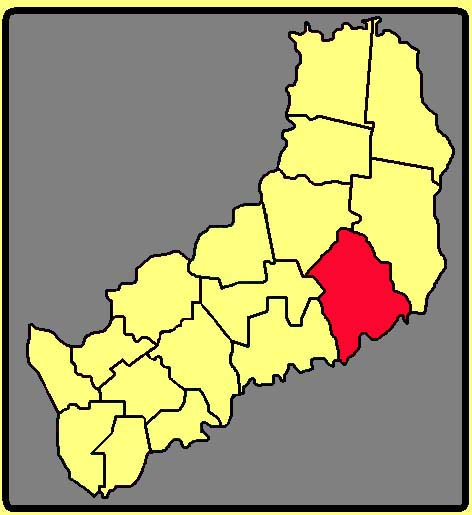
Гуарани

## Область расселения и состав
Народы этой семьи расселены в Боливии, Гвиане, Бразилии, Парагвае, Перу, главным образом проживают в зоне тропических лесов и в др. районах.
Наиболее крупные народы группы тупи — кавахиб, мауэ, тенетехара, тапираго, оями, паринтинтин,
омагуа и др.; гуарани — кайнгуа, нандева, мбуа, апапокува и др.
Сюда относят также парагвайских метисов, говорящих на языке гуарани, который является в Парагвае государственным наряду с испанским.

## Этническая история
Общность сформировалась во 2 тысячелетии до н. э. Перед появлением европейцев народы тупи занимали низовья Амазонки и её притоков (Тапажос, Шингу, Токантинс), берега Атлантического океана от устья Амазонки до Ла-Платы, а гуарани — юг современной Бразилии. В ходе миграций некоторые племена зашли далеко на запад, к предгорьям Боливийских Анд (чиригуано). Часть — погибли или были ассимилированы.
В XVII-XVIII вв. на территории Парагвая было создано фактически государство иезуитов, с независимым от Испании и Португалии управлением, где гуарани были основным населением, построившим общество нового типа, вряд ли имеющее аналоги в истории.

## Традиционное хозяйство
Главные занятия — ручное подсечно-огневое земледелие, рыболовство, охота, собирательство. В настоящее время часть индейцев работает по найму в сельском хозяйстве, часть ведет традиционный образ жизни, занимается промыслами.

## Социальные отношения
Уже до прихода европейцев ряд племен в районе Амазонки и Укаяли имел политическую организацию типа вождеств, остальные сохраняли родо-племенные отношения.